# Bitwa nad Stones River
Bitwa nad Stones River lub inaczej druga bitwa pod Murfreesboro została stoczona w dniach 31 grudnia 1862 − 2 stycznia 1863 roku w stanie Tennessee i była kulminacyjnym punktem Kampanii Stones River na zachodnim teatrze działań amerykańskiej wojny secesyjnej. Wśród głównych bitew tej wojny wyróżniała się najwyższym odsetkiem strat po obu stronach. Mimo że nie przyniosła rozstrzygnięcia, Armia Unii odparła dwa konfederackie ataki, co zmusiło przeciwnika do wycofania się, podbudowując morale unionistów nadszarpnięte klęską poniesioną podczas I bitwy pod Fredericksburgiem i jednocześnie niwecząc nadzieje konfederatów na opanowanie środkowej części stanu Tennessee.
Unijna Armia Cumberlandu pod dowództwem generała-majora Williama Rosecransa wyruszyła 26 grudnia 1862 roku z Nashville, by zetrzeć się pod Murfreesboro z siłami Armii Tennessee generała Braxtona Bragga. 31 grudnia obaj dowódcy planowali uderzenie na prawe skrzydło przeciwnika, ale Bragg zaatakował pierwszy. Zmasowane natarcie korpusów Williama Hardee’ego i Leonidasa Polka było tak silne, że skrzydło dowodzone przez Alexandra McCooka nie wytrzymało i zaczęło się chwiać. Przed klęską Armię Cumberlandu uratowała uporczywa obrona dywizji Philipa Sheridana, po czym unioniści skrócili linie obronne opierając się na linii drogi do Nashville. Powtarzane ataki konfederatów były odpierane, przy czym szczególną rolę odgrywała pozycja Williama Hazena w tzw. „Okrągłym Lasku”. Bragg podjął jeszcze próbę przełamania pozycji unionistów siłami korpusu Johna Breckinridge’a, ale oddziały posuwały się zbyt wolno i ich wielokrotne uderzenia załamywały się.
Do ostatnich walk doszło 2 stycznia 1863 roku, kiedy to Bragg wydał Breckinridge’owi rozkaz uderzenia na wzgórza na wschodnim brzegu Stones River. Powitani ciężkim ogniem artylerii konfederaci ponieśli ogromne straty i musieli się cofnąć. Ostrzeżony, że Rosecrans otrzymuje posiłki, Bragg postanowił 3 stycznia odmaszerować na południe, oddając unionistom − już do końca wojny − panowanie nad Tennessee.

## Siły przeciwników
Po stoczonej 8 października 1862 roku bitwie pod Perryville Armia Mississippi
Bragga porzuciła zamiar opanowania Kentucky i wycofała się do Harrodsburga, gdzie 10 października dołączył gen. Edmund Kirby Smith na czele 10 000 ludzi. Mimo że obecnie siły Bragga liczyły 38 000 zaprawionych w boju żołnierzy, nie zdecydował się na ponowne rozpoczęcie kampanii. Gen.-maj. Don Carlos Buell, dowódca sił unionistów w Perryville, wykazywał podobną bierność nie zamierzając atakować Bragga.
| Dowódcy konfederatów |
| --- |
| - Gen. Braxton Bragg - Gen.-maj. Leonidas Polk - Gen.-maj. William Hardee - Gen.-bryg. Joseph Wheeler                       |
| Dowódcy unionistów |
| - Gen.-maj. William Rosecrans - Gen.-maj. Alexander M. McCook - Gen.-maj. George H. Thomas - Gen.-maj. Thomas L. Crittenden |

Zniechęcony porażką w Kentucky, a także z powodu braków w zaopatrzeniu, Bragg wycofał się przez Przełęcz Cumberland, przemaszerował przez Knoxville i Chattanoogę, po czym skręcił na północny zachód i ostatecznie zatrzymał się w Murfreesboro w stanie Tennessee. Teraz jego armia, połączona z Armią Kentucky Smitha i nazwana Armią Tennessee, 20 listopada zajęła pozycje obronne na północny zachód od miasta, nad zachodnią odnogą Stones River. 16 grudnia, podczas wizyty konfederackiego prezydenta Jeffersona Davisa, Bragg otrzymał rozkaz odesłania dywizji piechoty gen.-maj. Cartera L. Stevensona do Missisipi w celu wsparcia obrony Vicksburga. Utrata 7500 ludzi Stevensona miała zaważyć na losach nadchodzącej bitwy. Bragg był zmuszony zreorganizować armię, w wyniku czego stracił także Kirby’ego Smitha, który odmaszerował do wschodniego Tennessee.
Bragg dowodził teraz dwoma korpusami: Williama Hardee’ego (dywizje Johna Breckinridge’a, Patricka Cleburne’a i Johna McCowna) oraz Leonidasa Polka (dywizje Benjamina Cheathama i Jonesa Withersa oraz formacja kawalerii Josepha Wheelera). Bragg musiał radzić sobie z problemem typowym dla niego podczas całego czasu trwania wojny: rewoltą podległych mu generałów, którzy zabiegali u Jeffersona Davisa o zdjęcie go ze stanowiska dowódcy (na rzecz gen. Josepha Johnstona, głównodowodzącego wszystkimi siłami na zachodzie). Davis odmówił. Nie usunął ani Bragga, ani zbuntowanych generałów, co prawdopodobnie było błędem.
Z kolei po stronie Unii prezydent Abraham Lincoln, zniecierpliwiony bezczynnością Buella, mianował na jego miejsce Williama Rosecransa, zwycięzcę w bitwach pod Iuką i Corinth. Rosecrans wyruszył na czele XIV Korpusu Armii Unii (który wkrótce został przemianowany na Armię Cumberlandu) do Nashville, przy czym otrzymał ostrzeżenie z Waszyngtonu, że i on zostanie zwolniony, jeżeli nie podejmie zdecydowanych kroków przeciw Braggowi. Rosecransowi nie dano zbyt wiele czasu na reorganizację i wyszkolenie oddziałów (zwłaszcza kawalerii), jak też na odpowiednie zaopatrzenie armii. W tej sytuacji marsz w kierunku pozycji Bragga podjął dopiero 26 grudnia.
W czasie gdy Rosecrans przygotowywał się w Nashville, Bragg kazał płk. Johnowi H. Morganowi rzucić szwadrony kawalerii na linie zaopatrzenia i łączności Rosecransa, by uniemożliwić mu zdobywanie furażu z terenów na północ od Nashville. Potyczka pod Hartsville, w pobliżu brodów na rzece Cumberland 64 km powyżej Nashville, była ledwie incydentem na drodze Morgana na północ. Jednak to relatywnie mało znaczące starcie było kolejną, kłopotliwą przegraną unionistów, którzy stracili wielu wziętych do niewoli i sporo zaopatrzenia. Unioniści również dokonali strategicznego rajdu kawaleryjskiego. 26 grudnia, w dniu wymarszu Rosecransa z Nashville, niewielkie siły pod dowództwem gen.-bryg. Samuela Cartera najechały górne partie Doliny Tennessee. Do 5 stycznia jeźdźcy Cartera zniszczyli kilka mostów kolejowych i stoczyli kilka potyczek, z których najpoważniejszą było starcie w pobliżu tzw. młyna Perkinsa (czasami nazywanego Fortem Jelenia). Trzeba jednak dodać, że żaden z rajdów kawaleryjskich − tak konfederatów jak unionistów − nie miał znaczącego wpływu na przebieg kampanii.
Armia Cumberlandu ruszyła na południowy wschód w drugi dzień Bożego Narodzenia w trzech kolumnach (czy też „skrzydłach”) w stronę Murfreesboro, przy czym były one nieustannie szarpane przez podjazdy konfederackiej kawalerii Wheelera, co opóźniało ich marsz. Mimo że − zgodnie z jego własnym raportem − Rosecrans miał w Nashville 81 729 ludzi pod bronią, armia w marszu liczyła mniej niż połowę tej liczby, jako że należało zostawić garnizon bazy i zabezpieczyć linie komunikacyjne przed atakami kawalerii konfederatów. Liczące 14 500 żołnierzy lewe skrzydło, dowodzone przez gen.-maj. Thomasa Crittendena (dywizje generałów-brygadierów Thomasa Wooda, Johna Palmera i Horatio Van Cleve'a) maszerowało równolegle do linii kolejowej Nashville−Chattanooga−St. Louis, mijając od południa miejscowość Smyrna. Prawe skrzydło, liczące 16 000 Żołnierzy dowodzonych przez gen.-maj. Alexandra M. McCooka (dywizje gen.bryg. Jeffersona C. Davisa, Richarda Johnsona i Philipa Sheridana) maszerowało drogą na Nolensville, by wyjść na wschód od Murfreesboro. Skrzydło środkowe w liczbie 13 500 ludzi pod dowództwem gen.-maj. George’a Thomasa (dywizje gen.-maj. Lovella Rousseau i gen.-bryg. Jamesa Negleya, Speeda Fry'a i Roberta Mitchella) poruszało się na południe wzdłuż dróg Wilson Turnpike i Franklin Turnpike, równoległych do linii kolejowej Nashville-Decatur, a następnie na wschód, przez Nolensville, tą samą drogą, którą maszerował Crittenden. Kawaleria unionistów (a w zasadzie szwadrony jedynej dywizji płk. Johna Kennetta) szły na czele każdej z trzech kolumn. Rozdzielenie kolumn/skrzydeł miało umożliwić obejście oddziałów Hardee’ego pod Triune, ale gdy unioniści podjęli marsz Bragg wycofał Hardee’ego do Murfreesboro, by uniknąć konfrontacji z przeważającymi siłami przeciwnika.

## Przygotowania do bitwy
Murfreesboro to niewielkie miasteczko w dolinie Stones River, nazwane tak dla upamiętnienia bohatera wojny o niepodległość Stanów Zjednoczonych, Hardy’ego Murfree. Podczas wojny secesyjnej jego mieszkańcy opowiadali się po stronie konfederatów, nic więc dziwnego, że Bragg i jego ludzie zostali ciepło powitani i goszczeni przez cały grudzień 1862 roku. Leżało w sercu bogatego rolniczego regionu, co zapewniało zaopatrzenie armii Bragga, a nadto panowało nad rzeką w miejscu, które mogło być użyte dla zablokowania marszu unionistów na Chattanoogę, choć Hardee odnotował później, że „pole bitwy nie dawało obrońcom jakiejś szczególnej przewagi”. Bragg nie miał jednak ochoty na zajęcie lepszej rzekomo pozycji nad rzeką Duck River na południu, ani nad Stewart’s Creek dalej na północ, gdzie spodziewał się go Rosecrans. Decyzja Bragga była decyzją polityczną mającą potwierdzać, że nawet mały skrawek Tennessee nie znajduje się pod kontrolą Waszyngtonu. Teren nad Stones River był raczej płaski, a miejscami − szczególnie w pobliżu przecięcia się Nashville Turnpike z linią kolejową Nashville-Chattanooga − zarośnięty niewielkimi, ale bardzo gęstymi cedrowymi zagajnikami. Krótkie wykwity skałek wapiennych poprzecinanych pęknięciami i szczelinami, co upodobniało je do rzędów zębów, utrudniały ruch wozów i dział.
Korpus Hardee’ego został początkowo rozmieszczony w Triune, około 32 km na wschód od Murfeesboro, korpus Polka na zachodnim brzegu rzeki, a wydzielona z korpusu Hardee’ego dywizja Breckinridge’a na paśmie niskich wzgórz na wschodnim brzegu. Żaden z oddziałów nie otrzymał rozkazu budowy fortyfikacji polowych.

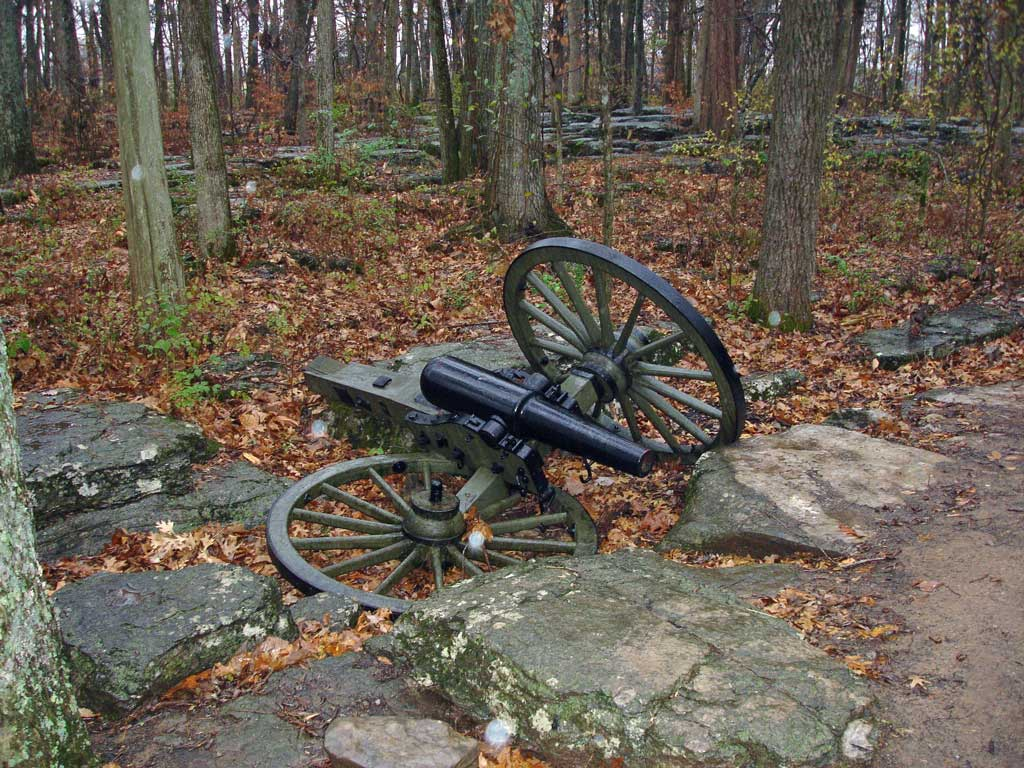
Wapienne „zęby” na skraju cedrowego lasu i 12-funtowe działo, tzw. Napoleon

29 grudnia pojawił się Rosecrans. Przed zapadnięciem zmierzchu ⅔ jego armii zajęło pozycje wzdłuż Nashville Turnpike. Następnego dnia przed 35 000 żołnierzy Bragga stało już 41 000 ludzi Rosecransa. Przewaga nie była jednak tak duża, a to za przyczyną ruchliwej kawalerii konfederackiej; szwadrony Forresta i Morgana zapuszczały się głęboko na tyły wroga zagrażając jego liniom komunikacyjnym i zaopatrzeniowym, podczas gdy kawalerzyści Wheelera nagłymi wypadami spowalniali marsz kolumn unionistów. Właśnie 29 grudnia Wheeler na czele 2500 kawalerzystów znalazł się na dalekich tyłach Armii Cumberlandu, gdzie zdobył cztery kolumny taborowe z zapasami amunicji i wziął do niewoli 1000 żołnierzy Rosecransa.
30 grudnia siły unionistów sformowały linię bojową w odległości trzech kilometrów na północny zachód od Murfreesboro. Obie armie leżały naprzeciw siebie na froncie długości około 6 km. Początkowo lewe skrzydło Bragga było słabe, Rosecrans mógł więc zaatakować przesuwając się na prawo i wyjść wprost na Murfreesboro, ale nie znał dokładnie dyslokacji konfederackich oddziałów, bowiem przeszkadzała mu w tym osłona zapewniana przez kawalerię konfederatów. Chcąc powtórzyć manewr, zastosowany w II bitwie nad Bull Run, obaj dowódcy przygotowali na dzień następny identyczny plan: obejść prawe skrzydło przeciwnika, wyjść na jego tyły i odciąć od bazy. Skoro oba plany były takie same, zwyciężyć powinien prawdopodobnie ten, kto uderzył pierwszy. Rosecrans nakazał swoim podwładnym by byli gotowi do ataku po śniadaniu, natomiast Bragg kazał uderzyć o świcie.

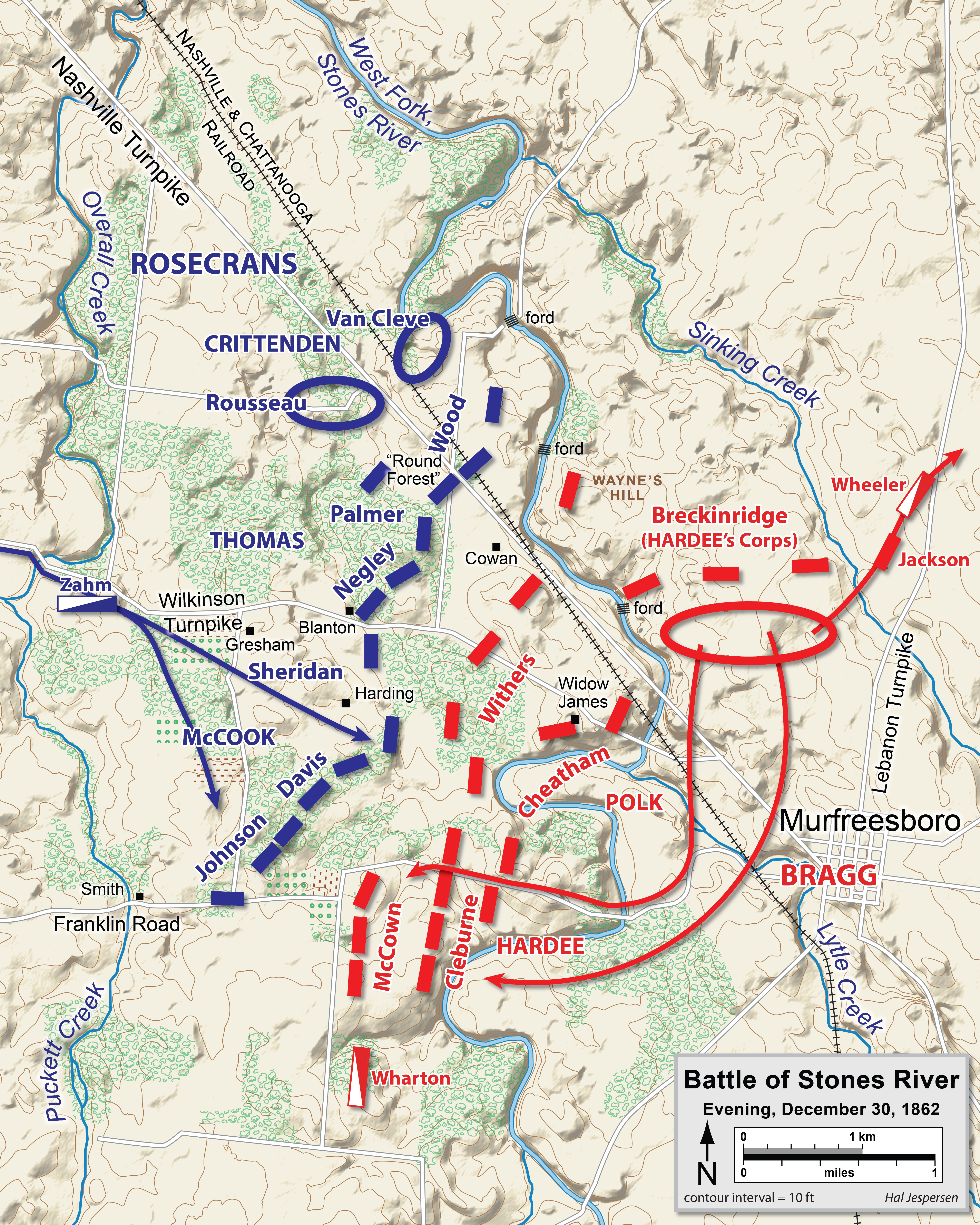
Manewry i pozycje obu stron w nocy z 30 na 31 grudnia

Bragg umieścił korpus Polka na zachodnim brzegu rzeki, a Hardee’ego na wschodnim. Spodziewał się, że Rosecrans zaatakuje 30 grudnia, gdy tak się jednak nie stało postanowił rzucić korpus Hardee’ego i kawalerię gen.-bryg. Johna Whartona na dalekie tyły nieprzyjaciela. Przygotowując poranny atak zaczął przerzucać główne siły korpusu Hardee’ego przez rzekę na swoje lewe skrzydło. Dywizję Breckinridge’a pozostawił w rezerwie na wschodnim brzegu, na wzniesieniach.
Rosecrans planował rzucić Crittendena do ataku na te właśnie wzgórza, które mogłyby być doskonałym stanowiskiem dla artylerii, mogącej trzymać pod ogniem całość sił konfederatów. Crittenden, stojący naprzeciw Breckinridge’a, zapomniał powiadomić o planowanym ataku McCooka (na prawym skrzydle). McCook, spodziewając się, że następny dzień rozpocznie się od uderzenia Crittendena, kazał rozpalić na swoim terenie znaczną liczbę ognisk, mając nadzieję przekonać konfederatów, że na jego skrzydle mają do czynienia ze znacznymi siłami i jednocześnie zamaskować brak oparcia tegoż skrzydła o naturalną przeszkodę, jaką był pobliski Overall Creek. Znajdujący się w centrum Thomas miał podejmować tylko nieznaczne kroki zaczepne i służyć za oś manewru Crittendena.
Armie biwakowały w odległości zaledwie 600 m od siebie; wieczorem orkiestry obu stron rozpoczęły muzyczną bitwę, która stała się bezkrwawym wstępem tego, co miało stać się następnego dnia. Muzykanci Unii grali Yankee Doodle i Hail, Columbia, na co w odpowiedzi dostawali Dixie i The Bonnie Blue Flag. W pewnej chwili jedna z orkiestr zaczęła grać Home Sweet Home, co natychmiast podchwyciły inne. Tysiące żołnierzy Północy i Południa zgodnie śpiewały tę sentymentalną, znaną do dzisiaj pieśń.

## 31 grudnia

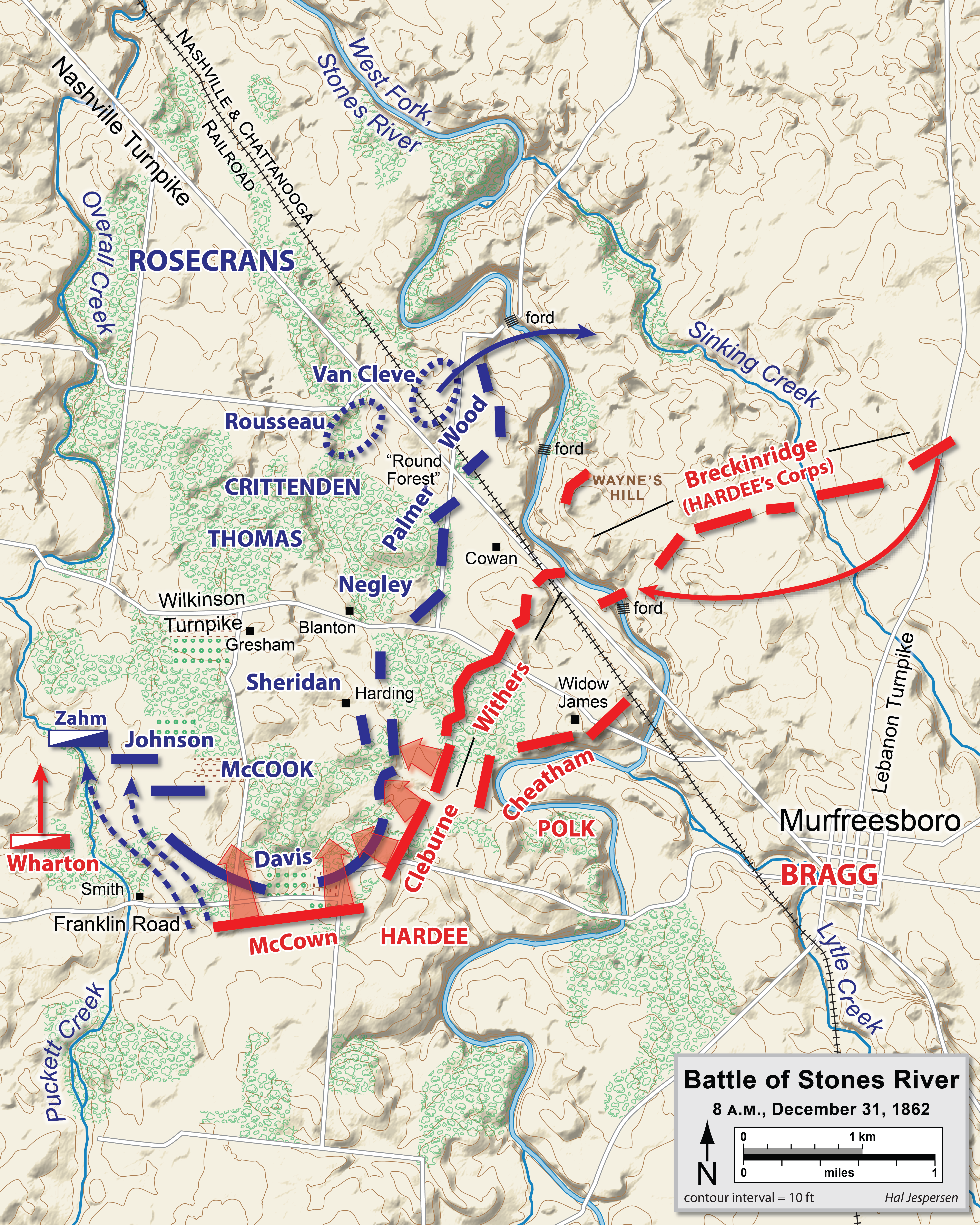
Sytuacja w dniu 31 grudnia, o godz. 8.00

O świcie 31 grudnia, około godz. 6, dywizja gen.-maj. Johna McCowna z korpusu Williama Hardee’ego przystąpiła do natarcia, atakując skrajnie prawe skrzydło unionistów, zanim jeszcze żołnierze Północy zasiedli do śniadania (była to trzecia bitwa, po bitwie o Fort Donelson i Shiloh, w czasie której wczesne ranne uderzenie zaskoczyło unionistów). 10 000 konfederatów lewego skrzydła przypuściło zmasowany atak. Nocne pozorowane ogniska McCooka, przy niewielkim doświadczeniu bojowym McCowna spowodowały, że jego dywizja skierowała się bardziej w lewo, co spowodowało powstanie luki we froncie atakujących oddziałów, ale lukę tę wypełniła natychmiast dywizja drugiej linii pod wodzą gen.-maj. Patricka Cleburne’a. Te dwie dywizje zmiotły wszelki opór na swym odcinku. Kilka baterii artylerii unionistów zostało wziętych nim zdołały oddać choćby jeden strzał. Dywizja Johnsona miała ponad 50% strat. Sąsiadująca z nią po lewej dywizja gen.-bryg. Jeffersona C. Davisa, utrzymała się na pozycji jedynie przez krótką chwilę.
Wobec postępów Hardee’ego, który do godz. 10 zepchnął wojska Unii prawie 5 km wstecz, aż do linii kolejowej i Nashville Turnpike, Rosecrans odwołał atak Crittendena na prawe skrzydło konfederatów, które rozpoczęło się wraz z forsowaniem rzeki przez dywizję gen.-bryg. Horatio Van Cleve'a o godz. 7 rano, a w zamian pchnął uzupełnienia na swe prawe skrzydło. Niezbyt szybko pojął rozmiary zagrożenia, przypuszczając początkowo, że McCook zdoła odeprzeć atak Hardee’ego. Mundur Rosecrans, który konno przemierzał pole bitwy kierując poszczególne oddziały na stanowiska (żołnierzom wydawało się, że jest wszechobecny), był zbryzgany krwią przyjaciela i szefa sztabu, płk. Juliusa Garesché, któremu kula działowa urwała głowę gdy jechali strzemię-w-strzemię.

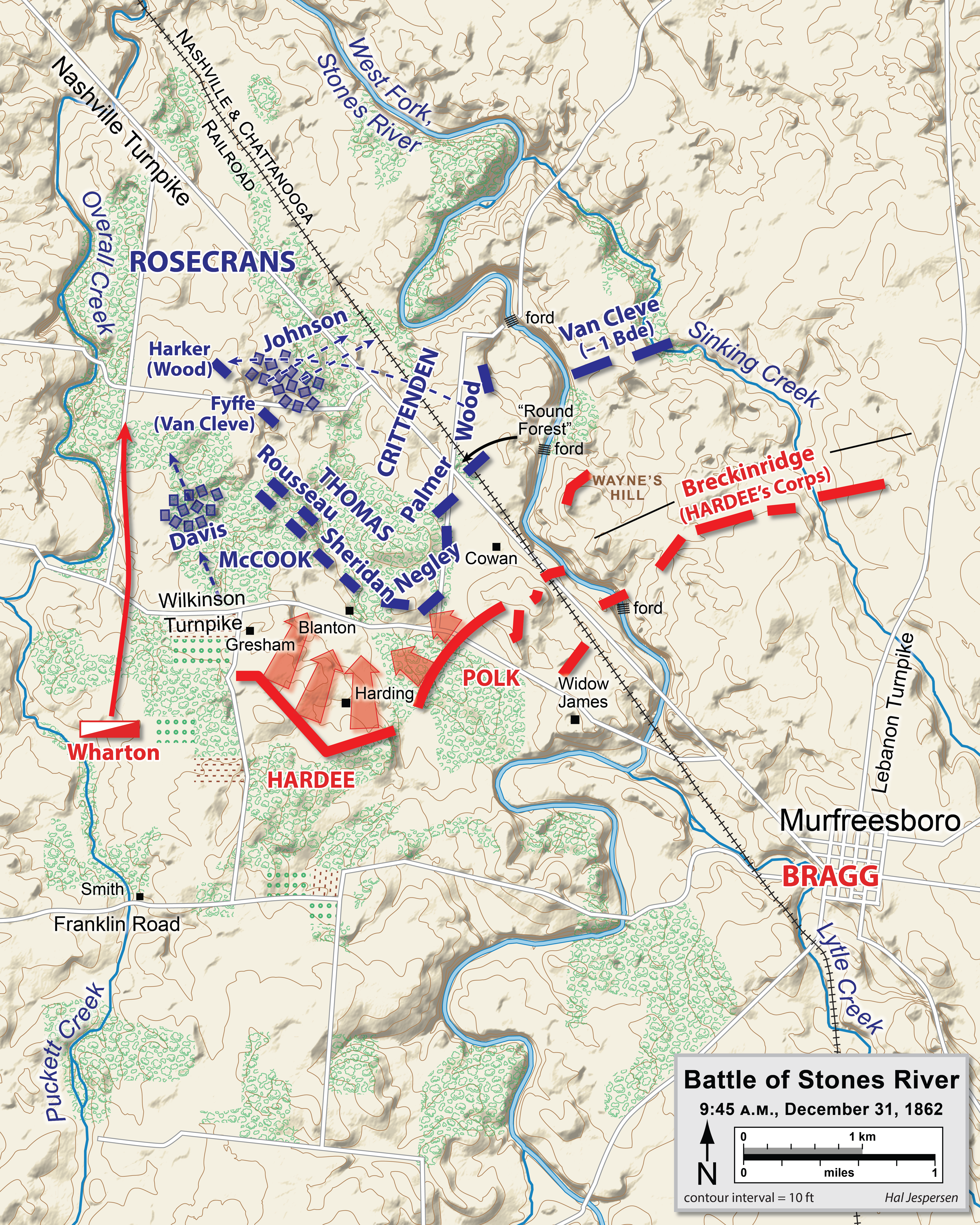
Sytuacja w dniu 31 grudnia, o godz. 9.45

W drugiej fali konfederackiego ataku nacierał korpus Polka, w skład którego wchodziły dywizje gen.-maj. Jonesa Withersa i Benjamina Cheathama. Przed całkowitą klęską uratował unionistów Philip Sheridan, który − przewidując atak we wczesnych godzinach rannych − postawił oddziały swej dywizji w gotowości bojowej już o godz. 4. Withers natarł na prawe skrzydło Sheridana, a Davis na lewe, ale obaj zostali odparci. Rezerwowa dywizja Cheathama uderzyła na Sheridan frontalnie, a Cleburne zaatakował od skrzydła. Natarcie Cheathama prowadzone było opieszale; świadkowie twierdzili po bitwie, że dowódca dywizji pił całą noc i nie był w stanie dowodzić. Wprawdzie ludziom Sheridana udało się spowolnić postępy nieprzyjaciela, jednakże opłacili to znacznymi stratami; wszyscy trzej dowódcy brygad Sheridana polegli, a jedna trzecia żołnierzy zginęła lub odniosła rany podczas 4-godzinnego boju w cedrowym lasku, który zdobył sobie miano „Poletka Śmierci”. Do godz. 10 konfederaci osiągnęli większość zakładanych celów. Zdobyli 28 dział i wzięli do niewoli ponad 3000 żołnierzy Unii.

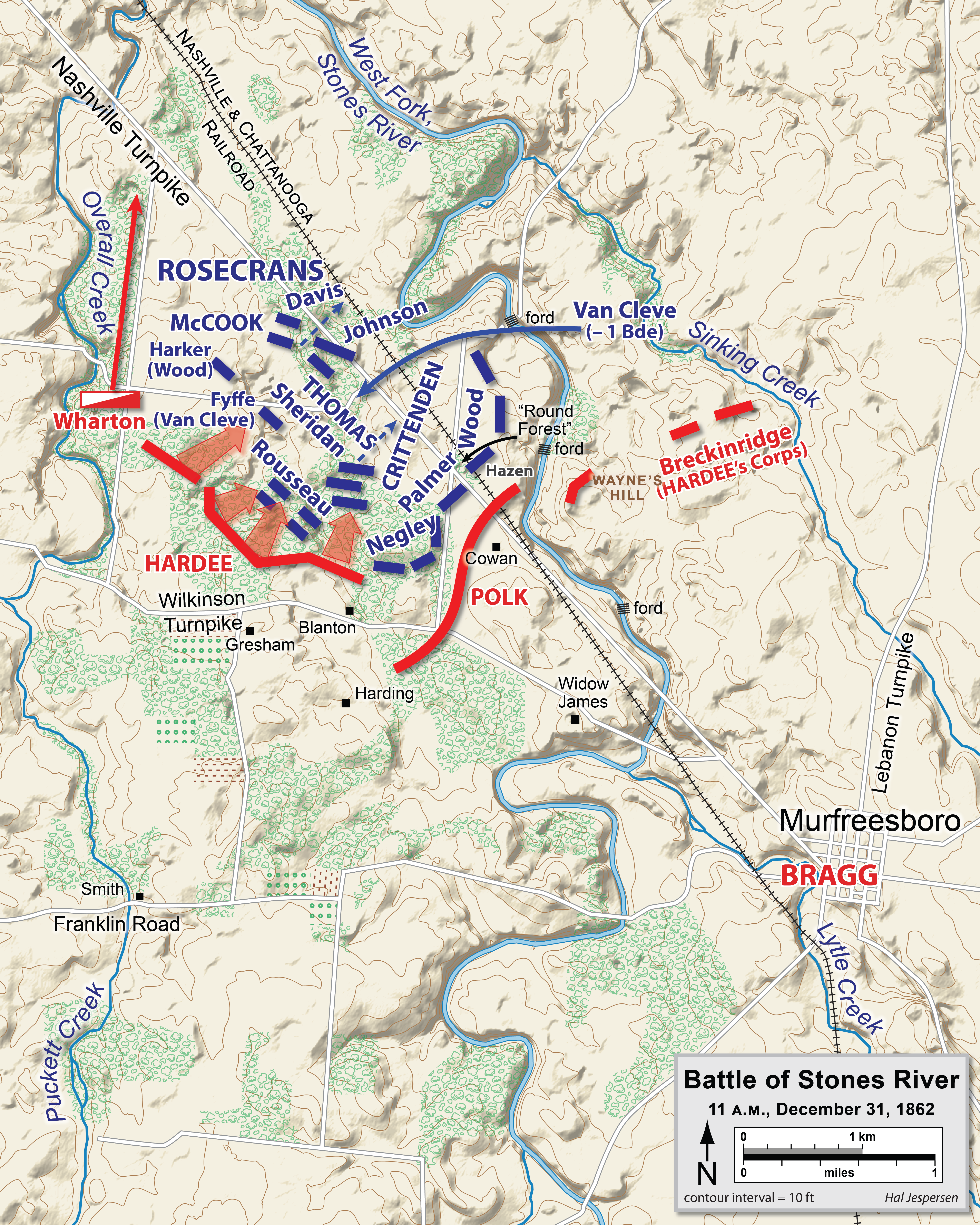
Sytuacja w dniu 31 grudnia, o godz. 11.00

Rosecransowi pomogły dwa błędy popełnione przez konfederatów. Breckinridge na wschodnim brzegu rzeki nie zorientował się, że poranny atak Crittendena został odwołany. W tej sytuacji odmówił wysłania dwóch brygad dla wsparcia głównego uderzenia na lewym skrzydle. Gdy Bragg kazał mu zaatakować frontalnie na swoim odcinku − by w jakimś przynajmniej stopniu spożytkować jego korpus − Breckinridge ruszył naprzód i zdziwił się, że przed nim nie ma żadnych wojsk Unii. W tym samym (mniej więcej) czasie Bragg otrzymał nieprawdziwą informację, że poważne siły unionistów maszerują na południe wzdłuż drogi Lebanon Turnpike wprost w jego kierunku (patrz: mapa). W tej sytuacji odwołał rozkaz, zgodnie z którym Breckinridge miał przerzucić posiłki na drugi brzeg rzeki, co doprowadziło do roztrwonienia dotychczasowych zdobyczy głównego natarcia.
Około godz. 11 żołnierzom Sheridana zaczęła wyczerpywać się amunicja, z którego to powodu jego dywizje jęły się cofać, a lukę w linii frontu unionistów natychmiast wykorzystał Hardee. Wojska Unii przegrupowały się w oparciu o Nashville Turnpike i silne zgrupowanie artylerii. Ponawiane ataki na lewe skrzydło unionistów były odpierane przez brygadę płk. Williama Hazena, broniącą niewielkiego skalistego zagajnika, który okoliczna ludność zwała „Okrągłym Laskiem”, a żołnierze „piekielnym pół akra”. Gen.-bryg. Milo Hascall posłał tam posiłki w postaci 3 Regimentu Kentucky. Gdy dowiedział się, że zginął trzeci z kolei dowódca tej jednostki, postanowił osobiście objąć dowodzenie tej pozycji. Oświadczył, że będzie jej bronił „do ostatniego żołnierza”. Ostatecznie linie obronne unionistów ustabilizowały się. Były niemal prostopadłe do pierwotnego ugrupowania (po części tworząc owalne wybrzuszenie) i oparte o rzekę.
Bragg postanowił teraz zaatakować lewe skrzydło wojsk Unii w miejscu wspomnianego owalnego wybrzuszenia, gdzie stała brygada Hazena. Jedyne oddziały, jakich mógł użyć, były te dowodzone przez Breckinridge’a, więc Bragg kazał mu sforsować rzekę. Około godz. 16 pierwsze dwie brygady Breckinridge’a ruszyły na Hazena, lecz zostały krwawo odparte. Wkrótce nadciągnęły kolejne dwie brygady i zostały rzucone w bój wspierane elementami z korpusu Polka. Ten atak również się nie powiódł. Thomas odpowiedział ograniczonym kontratakiem wyrównując linię frontu. O godzinie 16.30 bitwa została zakończona.

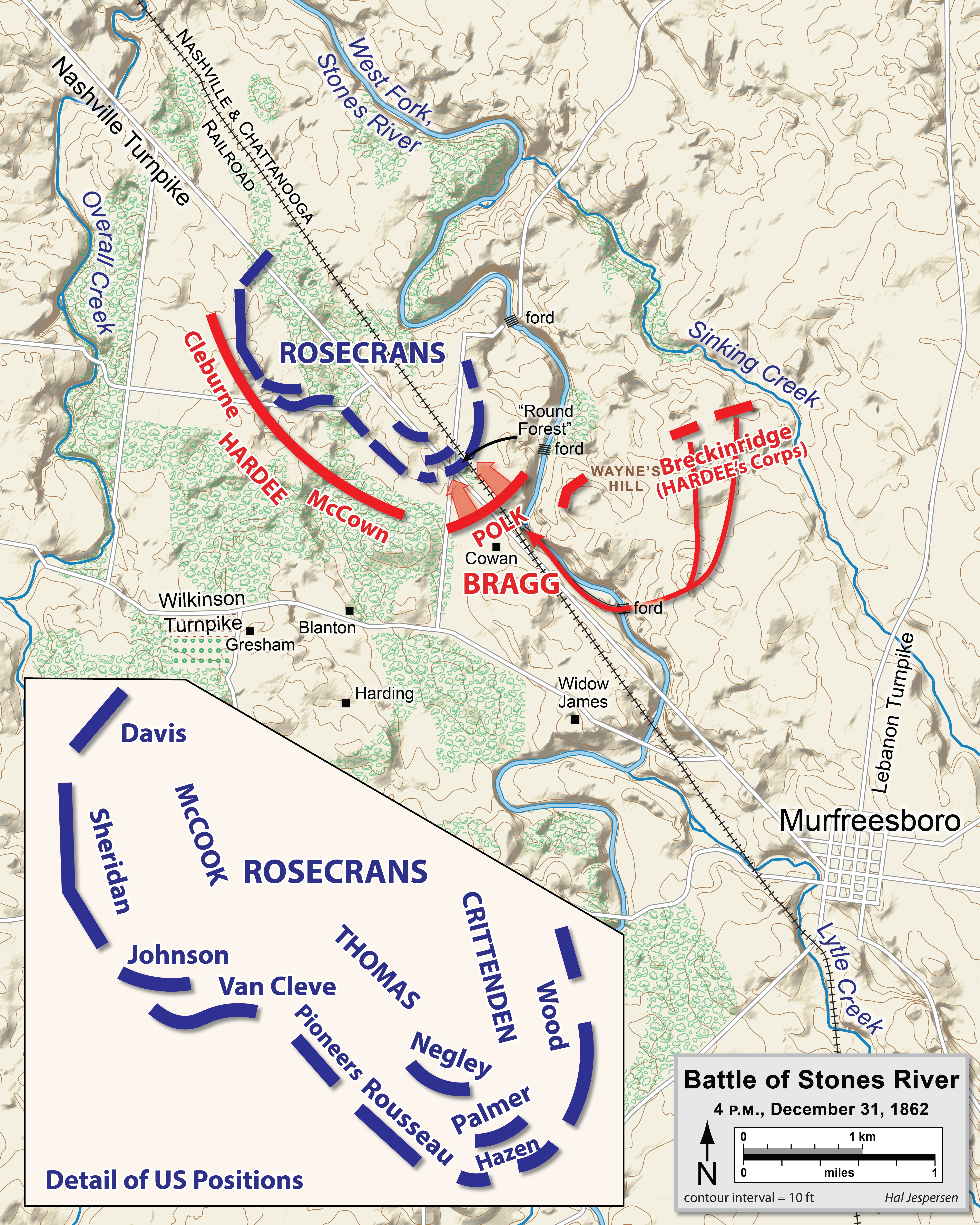
Sytuacja w dniu 31 grudnia, o godz. 16

Plan Bragga zawierał podstawowy błąd:, mimo że jego celem było przecięcie linii łączności Rosecransa (Nashville Turnpike), atak doprowadził do koncentracji broniących się unionistów w tym właśnie miejscu:

Skoro armia Unii nie została pobita w pierwszym uderzeniu, cofała się w trakcie bitwy na ciaśniejsze i mocniejsze pozycje, gdy tymczasem konfederaci stopniowo tracili przewagę, postępowała dezorganizacja a siły słabły. Unioniści, jak kula śnieżna, zbierali − cofając się w dobrym porządku − okruchy bitewne i rośli w siłę. Natomiast konfederaci − nacierając − nieuchronnie rozwijali się jak kłębek sznurka.

Tej nocy Rosecrans zwołał naradę sztabową, by zadecydować co robić dalej. Niektórzy generałowie uważali, że armia Cumberlandu została pokonana i zalecali wycofanie się nim łączność z zapleczem zostanie ostatecznie przerwana. Rosecrans przeciwstawiał się tej opinii, przy czym wspierali go Thomas i Crittenden. Thomas miał powiedzieć (według różnych źródeł), że „ta armia się nie cofa”, lub też „nie ma lepszego miejsca do umierania”. Ostatecznie podjęto decyzję by zostać i walczyć, a gdy linie unionistów otrzymały posiłki, morale w szeregach wzrosło.
Inaczej było w obozie konfederatów. Bragg miał pewność, że bitwę wygrał. Mimo że miał 9000 strat, był przekonany iż duża liczba wziętych przezeń jeńców oznacza, że straty Rosecransa są znacznie większe. Konfederacka armia zaczęła się okopywać naprzeciw pozycji unionistów. Przed udaniem się na spoczynek Bragg wysłał telegram do Richmond: „Nieprzyjaciel opuścił swą silną pozycję i odstępuje. Panujemy nad całym polem bitwy i będziemy go ścigać... Bóg dał nam szczęśliwy Nowy Rok”.

## 1 do 3 stycznia

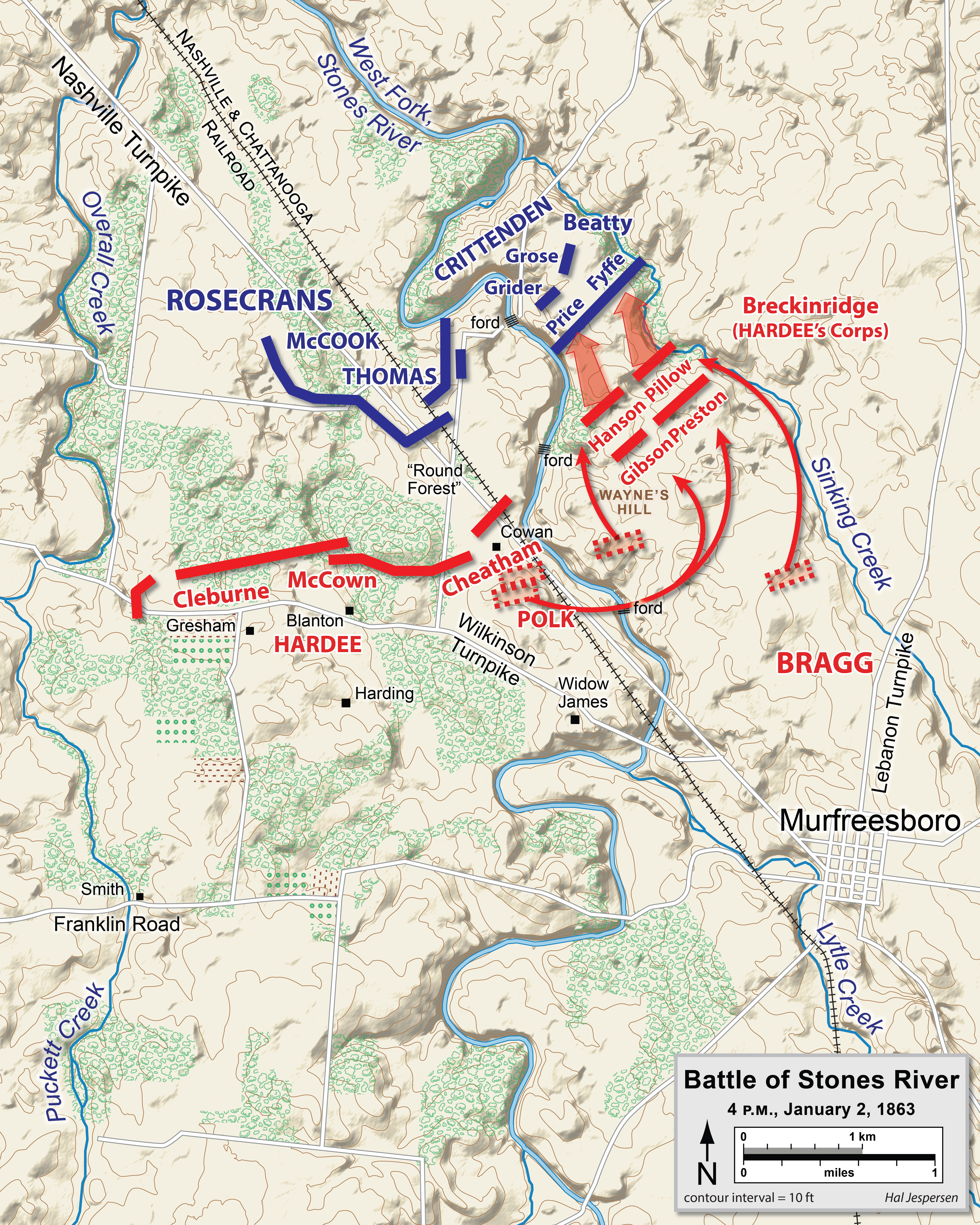
Sytuacja w dniu 2 stycznia, o godz. 16.00

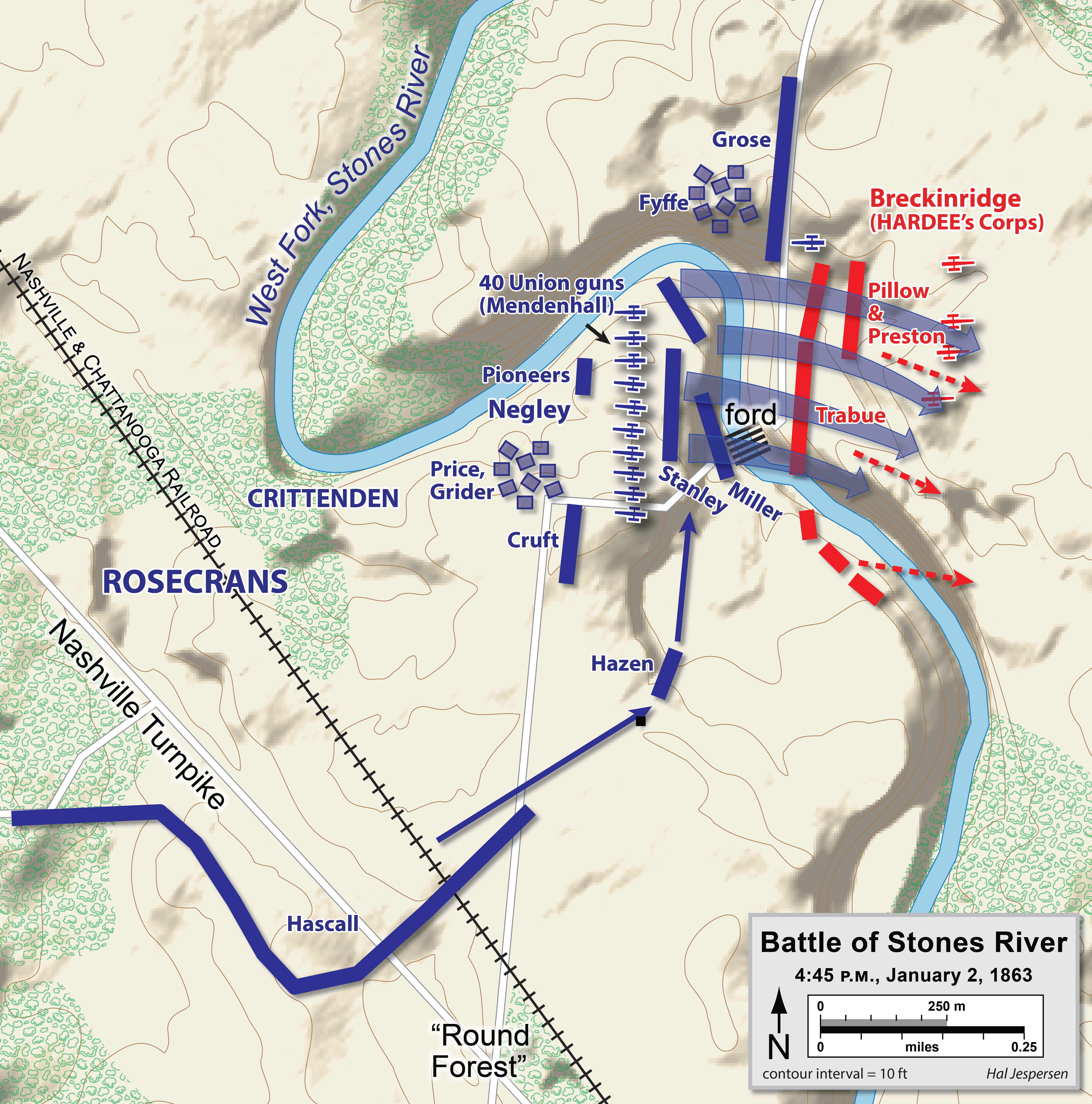
Sytuacja w dniu 2 stycznia, o godz. 16.45

O godz. 3 rano 1 stycznia 1863 roku Rosecrans powrócił do swego oryginalnego planu i kazał dywizji Van Cleve'a (dowodzonej przez płk. Samuela Beatty’ego, bowiem Van Cleve został poprzedniego dnia ranny) przekroczyć rzekę i zająć pasmo wsgórz, które panowało nad dwoma brodami i mogło stanowić znakomitą platformę dla baterii artylerii. Dzień upłynął raczej spokojnie, jako że obie armie celebrowały Nowy Rok, odpoczywając i gojąc rany. Jedynie Polk przeprowadził dwa próbne ataki − jeden na pozycje Thomasa, drugi przeciwko Sheridanowi − jednak bez widocznych skutków.
Kawaleria Wheelera, operująca na głębokich tyłach, nadal szarpała linie łączności unionistów wzdłuż Nashville Turnpike. Z tej przyczyny transporty rannych poruszały się pod silną ochroną, co Wheeler interpretował jako przygotowania unionistów do wycofania się i o czym informował Bragga. Opierając się na swym przeświadczeniu, że jest zwycięzcą, Bragg z zadowoleniem oczekiwał na cofanie się sił Rosecransa.
2 stycznia o godz. 16 Bragg pchnął oddziały Breckinridge’a do ataku na dywizję Beatty’ego okupującą wzmiankowane wzgórza na wschód od rzeki. Breckinridge najpierw zaprotestował mówiąc, że będzie to atak samobójczy, ale ostatecznie uległ i zaatakował. Unioniści zostali wypchnięci za rzekę, ale atakujący konfederaci dostali się pod zmasowany ogień artylerii zza rzeki, gdzie dowodzący artylerią Crittendena kpt. John Mendenhall rozstawił naprzeciw brodów w jednej linii 45 dział (i 12 dalszych około półtora kilometra dalej, co pozwalało na prowadzenie ognia flankowego), trzymając pod ogniem przeciwległy brzeg i wzgórza za nim; to oznaczało zwycięstwo Rosecransa. Konfederacki atak został powstrzymany, a Breckinridge stracił ponad 1800 ludzi w niespełna godzinę. Dywizja unionistów dowodzona przez Jamesa Negleya (z brygady Thomasa) przeprowadziła o 16.45 kontratak i zmusiła konfederatów do odstąpienia. Breckinridge był załamany. Stracił prawie jedną trzecią żołnierzy z Kentucky (brygada Rogera Hansona, zwana także „Brygadą Sierot”, jako że nie mogła powrócić do okupowanego przez unionistów Kentucky). Przejeżdżając wśród tych, co ocaleli z pogromu, powtarzał: „Moje biedne sieroty! Moje biedne sieroty!”.
Rankiem 3 stycznia do armii Rosencransa dotarła długa kolumna zaopatrzeniowa i uzupełnienia w postaci brygady piechoty. Kawaleria Wheelera próbowała przechwycić idącą ich śladem kolumnę amunicyjną, ale została odparta. Pod wieczór Thomas zaatakował dwoma regimentami centrum konfederatów, których strzelcy wyborowi nękali żołnierzy dywizji Lovella Rousseau. Thomas wyparł konfederatów z ich okopów i wziął około 30 jeńców (niezależnie od tej akcji przyjmuje się, że bitwa zakończyła się 2 stycznia).
Bragg wiedział już, że Rosecrans nie zamierza się wycofać, a co więcej, że dostaje posiłki i zaopatrzenie. Konfederaci mieli obecnie około 20 000 ludzi gotowych do walki, zaś wywiad informował Bragga, że Rosecrans będzie miał wkrótce 70 000 ludzi, a na dodatek zdawał sobie sprawę, że marznący deszcz podniesie poziom wód w rzekach dzieląc jego rozczłonkowaną armię. W tej sytuacji około godz. 22 w dniu 3 stycznia zaczął wycofywać swe wojska z Murfreesboro w kierunku miejscowości Tullahoma, 58 km na południe. Rosecrans zajął Murfreesboro 5 stycznia, ale nie zamierzał Bragga ścigać.

## Po bitwie
Łączne straty obu stron wyniosły 24 645: 12 906 po stronie Unii i 11 739 po stronie Konfederacji. Biorąc pod uwagę, że w bitwie uczestniczyło 76 400 żołnierzy, był to najwyższy odsetek zabitych i rannych spośród wszystkich głównych bitew wojny secesyjnej, w liczbach bezwzględnych wyższy niż w tak krwawych zmaganiach jak te pod Shiloh i Antietam. Czterech generałów-brygadierów poległo lub zostało śmiertelnie rannych: wśród konfederatów James Rains i Roger Hanson; wśród unionistów Edward Kirk i Joshua Sill.

Podobnie jak pod Perryville, Bragg zmienił się z odważnego, agresywnego dowódcy, w człowieka wahającego się i skłonnego do ucieczki. Miał, oczywiście, powody by wycofać się spod Murfreesboro. Jego podwładni doradzali mu to. Stracił niemal 30% ludzi w ostatnich bitwach; gdyby jego armia zmuszona została do walki bez chwili wytchnienia, uległaby rozkładowi. Jednak jego decyzja o wycofaniu się pozwoliła przeciwnikom na oskarżenie, że w trudnych chwilach Bragg traci nerwy.

W sensie taktycznym bitwa była nierozstrzygnięta, chociaż Rosecrans − wobec wycofania się Bragga z pola bitwy − ogłosił się zwycięzcą. Bragga negatywnie ocenili niemal wszyscy konfederaccy generałowie; jedynie dzięki wsparciu Josepha Johnstona i niemożności znalezienia odpowiedniego zastępcy przez prezydenta Jeffersona Davisa, zdołał utrzymać się na stanowisku. Z całą jednak pewnością bitwa nad Stones River była strategicznym zwycięstwem unionistów. Była też ogromnie ważna dla poziomu morale wojsk Unii, co wyraził Abraham Lincoln w liście do Rosecransa: „Dałeś nam, generale, ciężko wywalczone zwycięstwo, które mogło być przecież klęską, co narodowi trudno byłoby znieść”. Zagrożenie przez konfederatów dla Kentucky i środkowego Tennessee przestało istnieć, a Nashville pozostało główną bazą zaopatrzeniową Armii Unii.
Rosecrans przez pięć i pół miesiąca fortyfikował Murfreesboro. Zbudowany został potężny ziemny „Fort Rosecrans”, który do końca wojny służył jako punkt zaopatrzenia. Następna operacja militarna miała rozpocząć się dopiero w czerwcu, kiedy to Rosecrans ponownie ruszył przeciw Braggowi.